# Catalogo di biblioteca

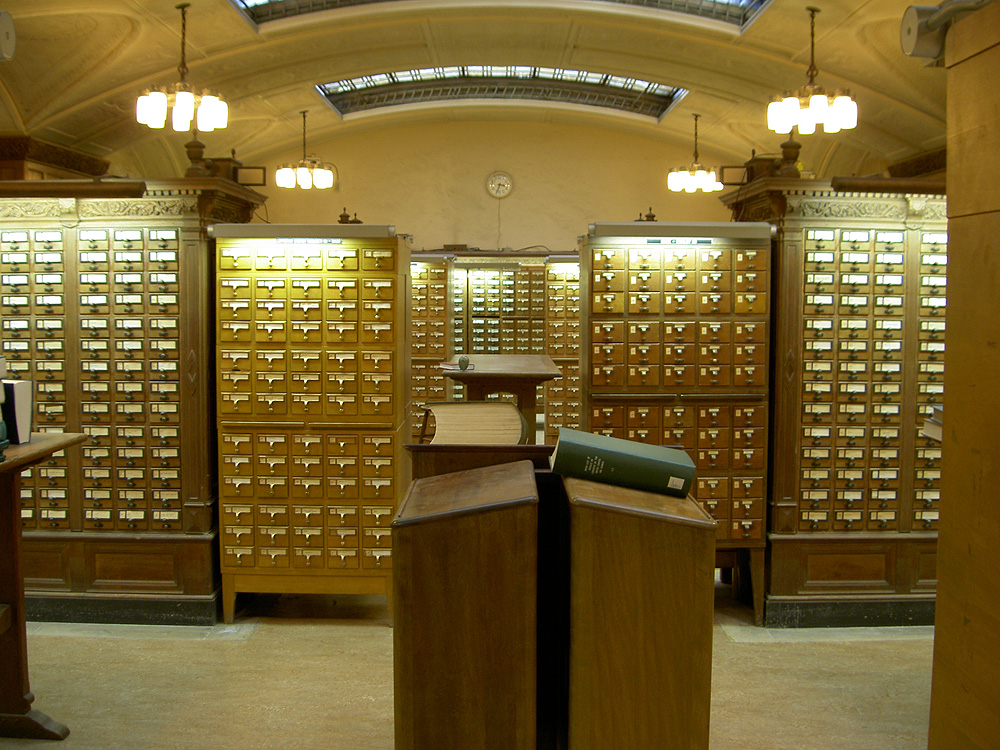
Il catalogo a schede della «Sterling Memorial Library» alla Yale University (il formato standard è cm 7,5 x 12,5).

Un catalogo di biblioteca è l'elenco ordinato dei documenti disponibili in una biblioteca (o in più biblioteche, nel caso di cataloghi collettivi e virtuali). Nella sua versione informatica, il catalogo è una base di dati. La sua funzione è di identificare i documenti, descritti in schede bibliografiche (o record in una base di dati), e di facilitare la ricerca e l'individuazione degli stessi. Due componenti essenziali per la costituzione di un catalogo sono la descrizione fisica (dimensioni o formato, numero delle pagine e, in caso di opere in più volumi, numero dei volumi o tomi) e la descrizione concettuale o indicizzazione.

## Storia

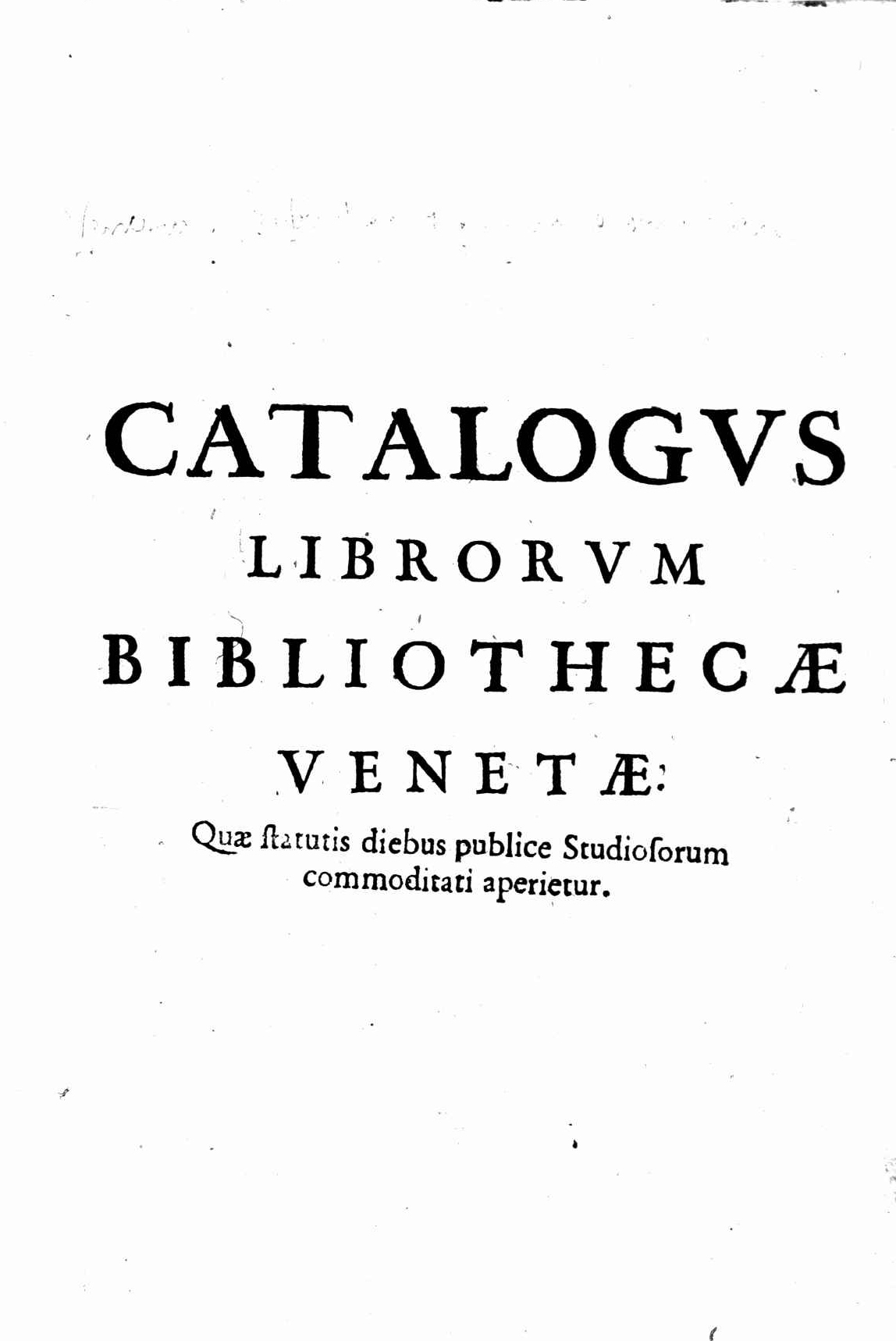
Il catalogo della Biblioteca della Repubblica di Venezia, pubblicato nel 1624.

Le biblioteche antiche di Babilonia, di Ninive, di Atene, di Cartagine e di Alessandria d'Egitto comprendevano già un catalogo; in particolare, quello alessandrino fu compilato da Callimaco ed era già di tipo alfabetico. Se durante il Medioevo le grandi raccolte monastiche di Cluny e di Montecassino erano costituite da semplici elenchi, dall'umanesimo in poi nacque la necessità di conferire ai cataloghi una maggiore sistematicità.
Per arrivare a definire una scienza della catalogazione, dobbiamo attendere la metà dell'Ottocento e le 91 regole di catalogazione che Antonio Panizzi fece approvare per il British Museum e che rappresentarono la base per il codice di regole compilato nei decenni successivi. Il primo atto ufficiale compiuto ai fini della teorizzazione delle prassi catalografiche a livello internazionale è la Definizione dei principi approvata dalla Conferenza internazionale sui principi di catalogazione, tenutasi a Parigi nel 1961.

## Cataloghi
Esistono diversi tipi di catalogo bibliotecario:
- Catalogo alfabetico-sistematico: catalogo costituito da schede ordinate alfabeticamente per intestazioni di soggetto  all'interno di categorie più vaste;
- Catalogo collettivo: catalogo costituito dall'unione delle schede bibliografiche relative a più sedi bibliotecarie, disposte in ordine alfabetico generale;
- Catalogo per autori e titoli: catalogo in cui le schede bibliografiche sono ordinate alfabeticamente sotto le intestazioni: a) dei nomi degli autori e degli enti collettivi; b) dei titoli delle opere con più di tre autori; c) dei titoli delle opere anonime;
- Catalogo per materia (o catalogo sistematico): catalogo in cui le schede bibliografiche sono ordinate alfabeticamente all'interno di uno schema di classificazione;
- Catalogo per soggetti: catalogo costituito da schede ordinate alfabeticamente per intestazioni di soggetto corrispondenti in modo specifico ai contenuti predeterminati.

## Descrizione catalografica
Si intende per descrizione catalografica la tecnica di riduzione del documento-libro a una sua rappresentazione registrata, nonché la stessa registrazione che descrive il libro.
La descrizione viene oggi elaborata sulla base di standard bibliografici internazionali (ISBD).